# Lexx
Lexx é um série de ficção que expõe as aventuras de um grupo de indivíduos a bordo de uma nave chamada "Lexx”, “uma força destrutiva, a mais poderosa nos dois universos“. Trata-se de uma co-produção canado-alemã, com financiamento adicional britânico.
O enredo gira em torno de uma nave espacial viva que se assemelha a uma libélula. O objeto é capaz de destruir planetas com relativa facilidade, e consequentemente devorar sua  matéria orgânica usando-a como combustível. Cada episódio leva a tripulação através de outra etapa de sua viagem por um universo caótico e hostil, enquanto explora as relações entre os protagonistas e as suas histórias individuais.A série não foi produzida originalmente para a televisão americana, pois tinha um conteúdo bem sexual, incluindo mais cenas de nudez do usualmente se veem em séries americanas  normais. Entretanto, o canal SciFi comprou a série e começou a veicular versões da segunda temporada dos episódios nos Estados Unidos em janeiro de 2000.
A série foi filmada inicialmente em Halifax (Nova Escócia, Canadá) e Berlim (Alemanha), com algumas cenas adicionais filmadas na Islândia, em Banguecoque (Tailândia) e Namíbia. A tripulação da Lexx é motivada principalmente por medo, luxúria e fome, fatores que passaram a dominar as histórias dessa série, fazendo com que Lexx fique famosa por seus temas sexuais e, muitas vezes, bizarros.